# Onvoorspelbare bijvlieg
De onvoorspelbare bijvlieg (Eristalis similis) is een vliegensoort uit de familie van de zweefvliegen (Syrphidae). De wetenschappelijke naam van de soort werd gepubliceerd in 1817 door Fallen.
De onvoorspelbare bijvlieg komt in Nederland op een aantal plaatsen vrij algemeen voor in de omgeving van stedelijk gebied en ruderaal terrein.

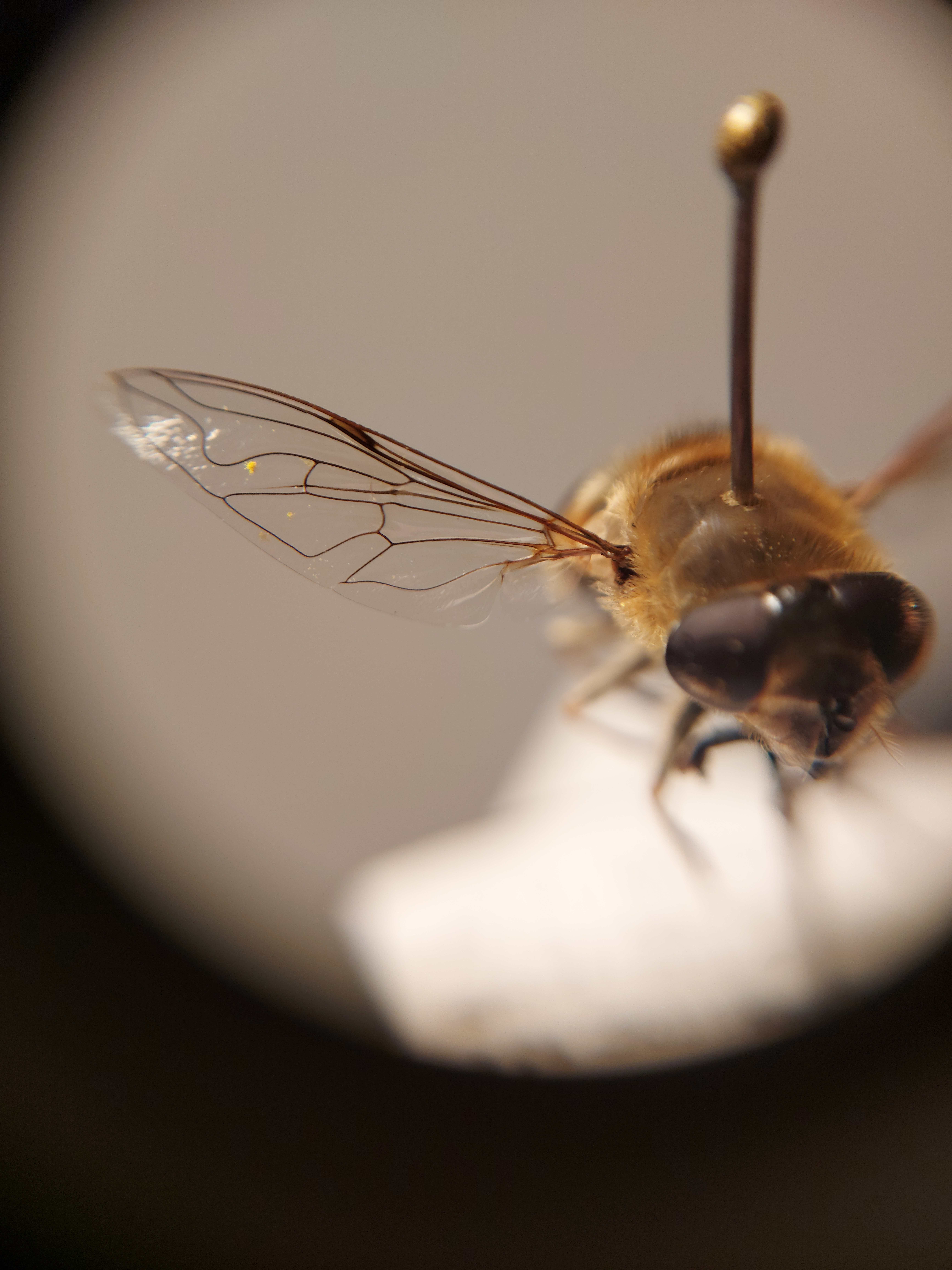
Kenmerkende pterostigma van de onvoorspelbare bijvlieg (Eristalis similis)

Hij is eenvoudig te verwarren met de blinde bij en de kegelbijvlieg. De drie verschillen van elkaar op de volgende punten:
- De blinde bij heeft op elk van zijn ogen twee verticale rijen haren.
- De kegelbijvlieg heeft op de voorpoten een gele, althans niet donkere tarsus.
- De onvoorspelbare bijvlieg heeft een pterostigma dat ongeveer vier keer langer is dan de breedte (zie foto).[4]